# Scaër
Scaër (en bretó Skaer) és un municipi francès, situat a la regió de Bretanya, al departament de Finisterre. L'any 2006 tenia 5.123 habitants. El 20 de març de 2007 el consell municipal va aprovar la carta Ya d'ar brezhoneg. A l'inici del curs 2007 l'11,5% dels alumnes del municipi eren matriculats a la primària bilingüe.

## Demografia
| 1962                                       | 1968  | 1975 | 1982 | 1990 | 1999 |  |
| ------------------------------------------ | ----- | ---- | ---- | ---- | ---- |  |
| 1.201                                      | 1.054 | 967  | 925  | 883  | 843  |  |
| Des de 1962: població sense dobles comptes |       |      |      |      |      |  |

## Administració
| Període   | Identitat            | Partit        |
| --------- | -------------------- | ------------- |
| 2001-2008 | Jeanne-Yvonne Triche |               |
| 2008-     | Paulette Perez       | Divers gauche |

## Personatges il·lustres
- Youenn Gwernig, cantant i poeta